# Бой USS Constellation с La Vengeance
1 февраля 1800 года произошёл морской бой между фрегатом военно-морских сил США «USS Constellation» и фрегатом военно-морских сил Франции «La Vengeance» в рамках необъявленной войны на море между Соединенными Штатами Америки и Французской Республикой. В результате битвы американский корабль нанёс серьёзные повреждения французскому, последнему удалось скрыться.
В конце XVIII века французский флот, полностью патрулирующий всё атлантическое побережье США, наносил убытки американскому торговому судоходству. Увеличение грабежей потребовало срочного возрождения военно-морского флота Соединённых Штатов, который к началу XIX века уже насчитывал около 25 судов. Патрулируя южное побережье США от французских атак, коммодор Томас Тракстон привёл эскадру к Малым Антильским островам. Узнав о наличии в данном регионе регулярных французских военно-морских сил, Тракстон на флагманском корабле «USS Constellation» направился к берегам Гваделупы. 1 февраля 1800 года, приближаясь к французской колонии, «USS Constellation» встретился с французским фрегатом «La Vengeance». Его капитан, Франсуа Мари Пито, попытался уклониться от морского сражения, но ему это не удалось, и он был втянут в трудный бой с Тракстоном. Хотя французы дважды капитулировали, Тракстон не смог захватить «La Vengeance». В конце концов Пито удалось бежать на Кюрасао, получив серьёзные повреждения судна. Американский корабль направился на Ямайку для ремонта.

## Предыстория

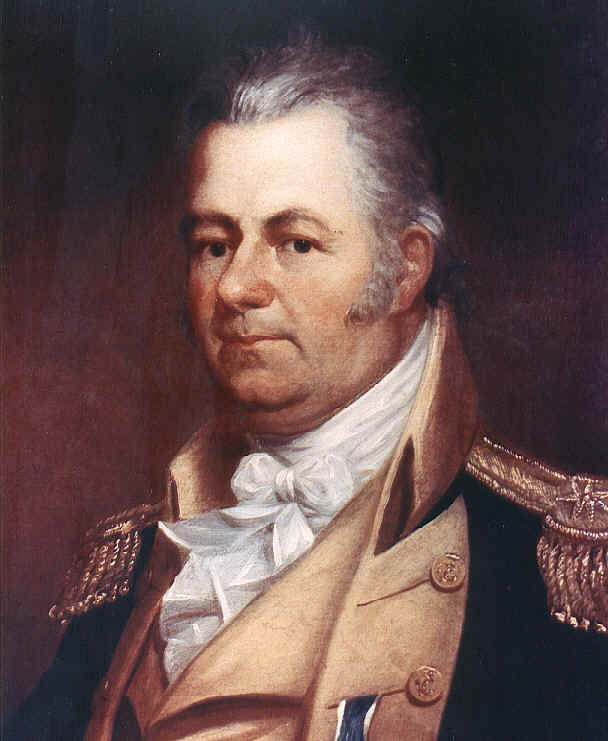
Коммодор Томас Тракстон

В 1800 году необъявленная война на море между Соединенными Штатами Америки и Французской Республикой, так называемая Квазивойна, была в самом разгаре. Основные действия проводились в водах американского континента военно-морским флотом США против французских каперов, уничтожавших торговое судоходство в данном регионе. Четыре эскадры ВМФ США дислоцировались в Карибском бассейне для предотвращения атак на торговые суда.
Эскадре под командованием коммодора Томаса Тракстона было поручено патрулирование Малых Антильских островов. К 19 января 1800 года в состав эскадры Тракстона входили четыре фрегата, три шхуны, а также один «Man of war». 21 января Тракстон прибыл на Сент-Кристофер, остров в архипелаге Наветренные острова, расположенном в восточной части Малых Антильских островов, и принял командование патрулированием. У Сент-Кристофера Тракстон рассредоточил свою эскадру, назначив каждому кораблю свой маршрут патрулирования. Сам же коммодор на флагмане «USS Constellation» 30 января 1800 направился к берегам Гваделупы, намереваясь перехватить французов. Позже в своём докладе он писал: 

Я сделал всё, что было в моей власти, чтобы в кратчайшие сроки вывести эскадру, а также собственный корабль в море. Капитаны других судов получили отдельные приказы по патрулированию. … 30-го я покинул Сент-Кристофер на «USS Constellation», отлично подготовленном для плавания, и направился на патрулирование своего участка, где по сообщениям должен был появиться очень большой и тяжёлый фрегат с пятьюдесятью орудиями на бортуОригинальный текст (англ.)I made every exertion in my power to get the squadron as well as my own ship to sea in the shortest time possible; and gave all the commanders of the different vessels orders to cruise separately in certain situations. ... On the 30th I left St. Christopher's with the Constellation in excellent trim for sailing and stood to windward in order to occupy the station I had allotted for myself, before the road of the enemy at Guadaloupe, where I was informed a very large and heavy frigate of upwards of fifty guns was then lying
Помимо многочисленных каперов, французские военно-морские силы в районе островов были представлены фрегатом «La Vengeance» под командованием Франсуа Мари Пито и корветом «La Berceau» Луи Сенеша. Оба судна прибыли в Гваделупу 10 декабря 1799 года, сопровождая нового управляющего французской колонией. Пито на «La Vengeance» отплыл из Бас-Тера во Францию.

## Силы сторон
На тот момент на борту американского фрегата было 38 орудий, несмотря на то, что по официальным данным военно-морских сил США должно было быть 36. Ранее вооружение «USS Constellation» состояло из 24-фунтовых пушек. Однако бой «USS Constellation» с «L’Insurgente» 9 февраля 1799 года показал их неэффективность, в результате чего вооружение корабля было модернизировано: теперь оно состояло из двадцати восьми 18—фунтовых пушек и десяти 24-фунтовых карронад. Тракстон и его команда были опытными моряками, хорошо подготовленными к бою. Французы, напротив, были не готовы к стычкам. Фрегат Пито перевозил большой груз золота, а также 36 американских военнопленных и 80 пассажиров, двое из которых были генералами. При таких обстоятельствах Пито стремился всеми возможными способами избегать конфликтов, несмотря на значительное вооружение. На борту фрегата «La Vengeance» в то время было восемь 42—фунтовых карронад, двадцать восемь 18-фунтовых и шестнадцать 12—фунтовых орудий. В случае абордажа французы также имели явное преимущество: команда «USS Constellation» состояла из 310 человек, в то время как французского судна — из 380.

## Сражение

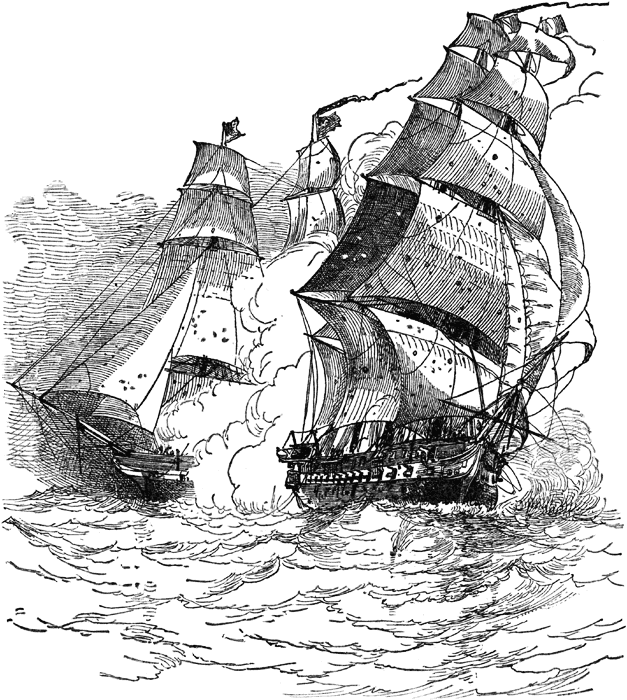
Бой «USS Constellation» с «La Vengeance»

1 февраля 1800 года в 07:00 экипаж Тракстона заметил фрегат, шедший под британским флагом в двух лигах от рейда Бас-Тера. Чтобы наладить контакт с фрегатом, Тракстон также приказал идти под британскими цветами. Пито заметил американский корабль в 7:45. Полагая, что судно преследует его, он попытался избежать конфликта и изменил курс, чтобы плыть по ветру, а не на север, как предполагалось. Для увеличения скорости французы даже поставили дополнительные паруса. Видя такое поведение неопознанного фрегата, Тракстон пришёл к выводу, что столкнулся с французским военным кораблём, и погнался за ним. В 8:00 он убрал британские цвета и поднял американский флаг. Догнав французов, Тракстон предложил им сдаться.
В этот момент кормовые орудия Пито открыли огонь по американскому фрегату и завязался бой. Чтобы преимущество американцев в скорости не было столь значительно, «La Vengeance» сменил курс на юго-восточный, на котором ветер давал им преимущество. Маневрируя, Пито смог направить орудия своего корабля на такелаж «USS Constellation». Американский фрегат не открывал ответный огонь, пока не оказался с наветренной стороны от французского. Получив такое преимущество, он выполнил двойной залп в левый борт «La Vengeance». Двигаясь бок о бок, оба фрегата продолжали перестрелку в течение двух с половиной часов, пока Тракстон безуспешно пытался развернуть свой корабль, чтобы дать залп вдоль французского судна. Так как французы в основном старались атаковать снасти противника, то в какой-то момент им удалось повредить паруса передней мачты, и американский фрегат потерял манёвренность.
Когда в 22:45 два фрегата сблизились, моряки с «La Vengeance» были готовы брать американское судно на абордаж. Однако эта попытка была пресечена картечными залпами с борта «USS Constellation», в то время как американские морские пехотинцы стреляли из мушкетов и бросали гранаты. Когда французское судно отошло, между ними продолжился пушечный поединок, затянувшийся до 02:00 2 февраля 1800 года, пока французы не капитулировали во второй раз. Ранее Пито уже пытался капитулировать, но американцы не заметили этого из-за темноты. Тракстон приблизился к побеждённому противнику, планируя забрать вражеский корабль в качестве трофея. Однако в 3:00 грот-мачта американского фрегата упала за борт, убив несколько моряков. Пито воспользовался ситуацией и скрылся в темноте.

## Последствия
Оба фрегата оказались значительно повреждены. Их состояние было настолько плохим, что каждый командир думал, что в бою победил он. Большая часть оснастки «La Vengeance» была повреждена; только нижняя фок-мачта, нижняя бизань-мачта и бушприт остались целыми. Пито взял курс на Кюрасао и был вынужден вытащить своё судно на берег, чтобы предотвратить его затопление. Количество пострадавших французов не ясно: официальные французские источники сообщали о 28 убитых и 40 раненых, в то время как из записей на Кюрасао следовало, что французский фрегат потерял 160 человек. На Кюрасао Пито ждали дальнейшие неприятности. Фрегат был выведен из строя на несколько месяцев из-за сложных взаимоотношений с местными голландскими чиновниками. Позже французская экспедиция доставила необходимые для ремонта материалы. Когда взамен Пито попросили помочь атаковать остров, он отказался и вернулся в Гваделупу.
Американский фрегат, также получивший значительные повреждения, потерял 15 моряков убитыми и 25 ранеными, из которых 11 впоследствии скончались. Корабль направился в Порт-Ройал на необходимый ремонт, который, однако, не был завершён из-за нехватки материалов. «USS Constellation» покинул Ямайку через неделю, когда была заменена грот-мачта. Сопроводив конвой из 14 торговых судов в США, Тракстон направился в Хэмптон-Роудс для завершения ремонта. Только после возвращения в Штаты коммодор узнал, что «La Vengeance» не был потоплен. Тракстон был признан героем и получил значительное вознаграждение за свои действия. За бой с Пито Тракстон получил золотую медаль Конгресса США.